# Vernon Center (Minnesota)
Pour les articles homonymes, voir Vernon Center.
Vernon Center est une ville américaine située dans le Comté de Blue Earth, dans le Minnesota. Selon le recensement de 2010, sa population est de 332 habitants.

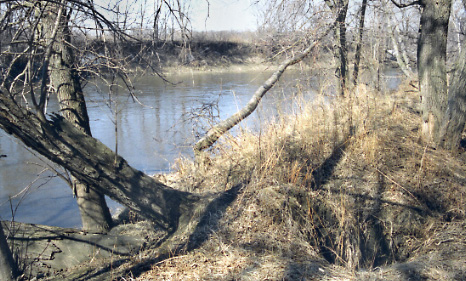
La Blue Earth River à Vernon Center